# Ямрож, Францишек
Франци́шек Сте́фан Я́мрож (пол. Franciszek Stefan Jamroż; 19 мая 1943, Сталёва-Воля — 25 января 2023, Гданьск) — польский политический деятель, президент города Гданьска в 1991—1994 годах.

## Биография
Вырос в Гданьске, окончил техникум связи (1962) и факультет электроники Гданьского политехнического университета (1968). Начал работать инженером-конструктором на гданьском радиозаводе T-18 (ныне Unimor), в 1971—1977 гг. на другом гданьском радиозаводе, Radmor (бывший T-21), начальник мастерской. В 1977—1984 гг. начальник конструкторского бюро гданьского отделения Института связи.
В 1980 году возглавил ячейку профсоюза «Солидарность» гданьского отделения Института связи. В 1981 году был среди делегатов I съезда «Солидарности» Гданьского региона, входил в региональное руководство профсоюза. В 1990 году был председателем комиссии Гданьского воеводства по проверке сотрудников милиции и органов безопасности.
На первых демократических муниципальных выборах 1990 года был избран в Гданьский городской совет, с 5 июня по 11 декабря занимал пост его председателя. В 1991—1994 гг. в должности президента Гданьска возглавлял исполнительную власть в городе. После выхода в отставку занимался коммерческой деятельностью.
В 2004 году вместе со своим заместителем на посту президента Гданьска Дариушем Смялковским был осуждён за получение в 1994 году от германской фирмы взятки в сумме 48 тысяч немецких марок за заключение контракта на поставку материалов и технологий для утепления жилых домов в гданьском районе Стоги; взятка составила 10 % от стоимости контракта и была переведена на личный счёт Ямрожа в швейцарском банке. После полугодовой отсрочки по семейным обстоятельствам летом 2005 года Ямрож был заключён в тюрьму и отбыл трёхлетний срок.